# Dominic Maroh
Dominic Maroh (Nürtingen, 4 maart 1987) is een Sloveens-Duits voetballer die bij voorkeur als verdediger speelt. Hij verruilde 1. FC Nürnberg in 2012 voor 1. FC Köln. Maroh debuteerde in 2012 in het Sloveens voetbalelftal.

## Carrière

### Jeugdjaren
Maroh begon zijn voetbalcarrière als zoon van een Duitse moeder en Sloveense vader bij TSV Neckerartailfingen in zijn geboortestad. Na negen jaar verliet hij de club om uit te komen in de jeugd van SSV Reutlingen.
Vanaf 2006 speelde Maroh met het eerste team in de Regionalliga Süd, maar wist nooit een vaste waarde in het elftal te worden.
Na twee jaar verhuisde hij dan ook naar het tweede elftal van 1. FC Nürnberg die in dezelfde competitie uitkwam. Al snel werd hij bij deze club een vaste waarde als centrale verdediger.

### 1. FC Nürnberg
Zijn eerste wedstrijd als prof speelde Maroh op 7 november 2009 in de 2. Bundesliga tegen FSV Frankfurt toen hij in de 55e minuut mocht invallen voor Isaac Boakye. Hij zou het elftal niet meer verlaten en speelde het hele seizoen uit. Zijn eerste doelpunt wist hij te maken in de derby tegen SpVgg Greuther Fürth.
Na de winterstop begon hij steeds meer te spelen en werd hij uiteindelijk een vaste waarde in het team. Op de 31ste speeldag van het seizoen liep hij echter een scheur op in zijn linkerschouder en moest hij in totaal 20 wedstrijden aan de kant zitten. Aan het einde van het seizoen werd hij echter wel verkozen tot de beste vier centrale verdedigers van de competitie.
Vanwege zijn schouderblessure miste Maroh een groot gedeelte van de voorbereiding op het seizoen 2009/10. Hij kon zijn comeback maken op 26 juli 2009 in de vriendschappelijke wedstrijd tegen Glasgow Rangers. Maroh kreeg nummer 6 toegewezen en speelde de eerste seizoenshelft vrijwel elke wedstrijd. Na de winterstop kreeg Breno ondanks een solide indruk van Maroh in het begin de voorkeur in het centrum van de defensie. Echter werd dit weer snel terug gedraaid waardoor Breno slechts tot 8 wedstrijden voor de club kwam te spelen en Maroh weer in de basis stond. Zijn eerste Bundesliga doelpunt maakte hij op 17 april 2010 in de uitwedstrijd tegen SC Freiburg. Aan het einde van het seizoen speelde Maroh met de club om degradatie te voorkomen de play-off's tegen FC Augsburg, uiteindelijk bleek Nürnberg de sterkste en wisten ze op het hoogste niveau te blijven.
In het seizoen 2010/11 groeide de concurrentie na het aantrekken van Per Nilsson. Hij kwam als slechts 8 maal in actie als invaller, doordat hij vrijwel elke wedstrijd op de bank moest blijven zitten.
Het daarop volgende seizoen ging een van Maroh's concurrenten, Wolf, naar een andere club waardoor hij zich weer in de basis wist te spelen. Tot de 32e speeldag speelde hij elke wedstrijd waarna hij toch weer de concurrentiestrijd verloor aan een andere speler, en hij niet langer een basisspeler was. Aan het einde van het seizoen besloot hij dan ook niet zijn aflopende contract te verlengen.

### 1. FC Köln
In de zomer van 2012 maakte Maroh de overstap naar 1. FC Köln, dat op dat moment uitkwam in de 2. Bundesliga. Hij tekende hier een contract tot juni 2014. Onder leiding van de Oostenrijkse trainer-coach Peter Stöger won hij in het seizoen 2013/14 met 1. FC Köln de titel in de 2. Bundesliga, waardoor de club terugkeerde in de hoogste afdeling van het Duitse voetbal, de Bundesliga.

## Interlandcarrière
Op 11 februari 2009 werd Maroh voor het eerst opgeroepen voor het Sloveens voetbalelftal, maar ging hier niet op in. In een interview gaf hij later aan nog niet de keuze te hebben gemaakt voor Slovenië, omdat hij hoopte voor Duitsland te mogen uitkomen. Later kwam hij terug op deze beslissing en maakte via zijn Facebook pagina bekend gekozen te hebben voor Slovenië. Op 15 augustus 2012 maakte hij zijn debuut in de vriendschappelijke wedstrijd tegen Roemenië.
| Interlands van Dominic Maroh voor Slovenië | Interlands van Dominic Maroh voor Slovenië | Interlands van Dominic Maroh voor Slovenië | Interlands van Dominic Maroh voor Slovenië | Interlands van Dominic Maroh voor Slovenië | Interlands van Dominic Maroh voor Slovenië |
| №                                          | Datum                                      | Wedstrijd                                  | Uitslag                                    | Competitie                                 | Goals                                      |
| Als speler van 1. FC Köln                  | Als speler van 1. FC Köln                  | Als speler van 1. FC Köln                  | Als speler van 1. FC Köln                  | Als speler van 1. FC Köln                  | Als speler van 1. FC Köln                  |
| ------------------------------------------ | ------------------------------------------ | ------------------------------------------ | ------------------------------------------ | ------------------------------------------ | ------------------------------------------ |
| 1                                          | 15.08.2012                                 | Slovenië – Roemenië                        | 4 – 3                                      | Vriendschappelijk                          | 0                                          |
| 2                                          | 12.10.2012                                 | Slovenië – Cyprus                          | 2 – 1                                      | WK-kwalificatie                            | 0                                          |
| 3                                          | 16.10.2012                                 | Albanië – Slovenië                         | 1 – 0                                      | WK-kwalificatie                            | 0                                          |
| 4                                          | 14.11.2012                                 | Macedonië – Slovenië                       | 3 – 2                                      | Vriendschappelijk                          | 0                                          |
| 5                                          | 14.08.2013                                 | Finland – Slovenië                         | 2 – 0                                      | Vriendschappelijk                          | 0                                          |
| 6                                          | 18.11.2014                                 | Slovenië – Colombia                        | 0 – 1                                      | Vriendschappelijk                          | 0                                          |
| 7                                          | 30.03.2015                                 | Qatar – Slovenië                           | 1 – 0                                      | Vriendschappelijk                          | 0                                          |

## Erelijst
| Kampioen 2. Bundesliga | 1x | 2013/14 |

1 Schwäbe ·
2 Schmied ·
3 Heintz ·
4 Hübers  ·
5 Soldo ·
6 Martel ·
7 Ljubičić ·
8 Huseinbašić ·
9 Waldschmidt ·
11 Kainz ·
12 Nickisch ·
13 Uth ·
15 Kilian ·
16 Obuz ·
17 Paçarada ·
19 Lemperle ·
20 Pentke ·
21 Tigges ·
22 Christensen ·
24 Pauli ·
25 Gazibegović ·
29 Thielmann ·
34 Harchaoui ·
35 Finkgräfe ·
37 Maina ·
42 Downs ·
43 Čuber Potočnik ·
44 Köbbing ·
47 Olesen ·
Coach: Struber